# Armadillo pelut gros
L'armadillo pelut gros (Chaetophractus villosus) és una espècie d'armadillo de la subfamília dels eufractins. Viu a l'Argentina, Bolívia, Xile i el Paraguai. Habita els boscos subantàrtics, els boscos temperats, les sabanes seques i humides, els matollars temperats, els matollars subtropicals o tropicals, els herbassars, els herbassars secs subtropicals o tropicals, els deserts càlids, temperats i freds, les terres arables, les pastures, les plantacions i els jardins rurals.
El nom específic villosus significa ‘pelut’ en llatí.